# تپه دم شران ۲
تپه دم شران ۲ مربوط به سده‌های اولیه دوران‌های تاریخی پس از اسلام است و در شهرستان دره‌شهر، بخش مرکزی، دهستان زرین‌دشت، روستای اسلام‌آباد، ۳۰۰ متری شمال غرب کارخانه آرد واقع شده و این اثر در تاریخ ۹ بهمن ۱۳۸۶ با شمارهٔ ثبت ۲۰۷۲۲ به‌عنوان یکی از آثار ملی ایران به ثبت رسیده است.